# 德国童话之路

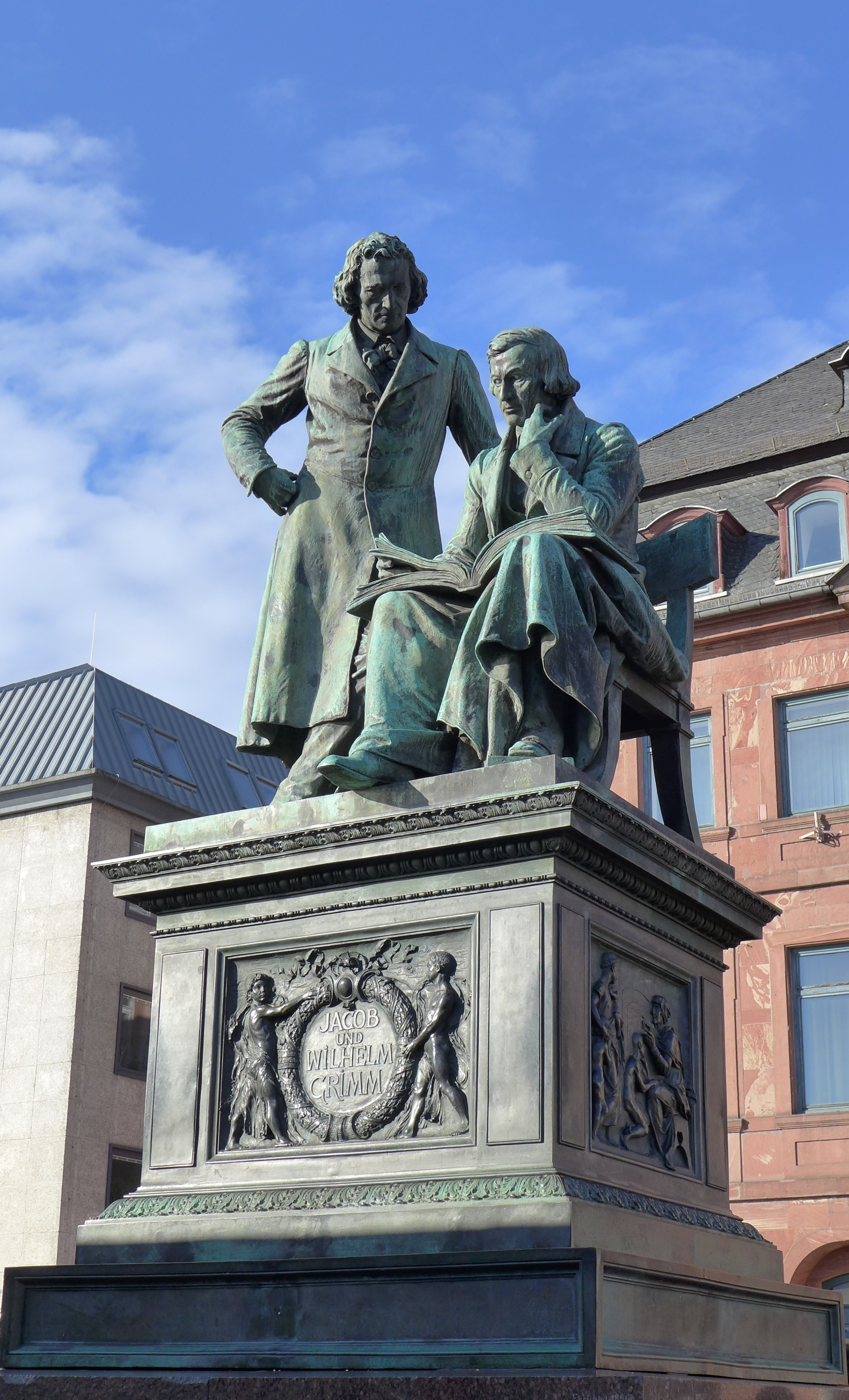
哈瑙的格林兄弟像

德国童话之路（德语：Deutsche Märchenstraße），是西德政府为纪念童话大师格林兄弟诞辰200周年，于1975年规划而成的一条道路。德国童话之路南起格林兄弟的故乡哈瑙，蜿蜒向北约600公里，抵达著名不来梅的音乐师故事的发生地不来梅。这条道路经过了格林兄弟居住的各个地方，以及其经典作品的发生地。

## 沿途主要景点

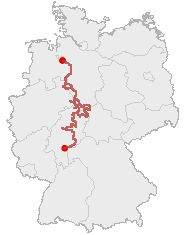
德国童话之路

- 德国童话之路阿尔斯费尔德：小红帽
- 沃夫哈根：狼和七只小山羊
- 卡塞尔：格林兄弟博物馆
- 哥廷根：牧鹅姑娘
- 汉诺威明登：铁胡子医生
- 萨巴堡（Sababurg）：睡美人
- 波勒：灰姑娘
- 哈默尔恩：捕鼠人（花衣魔笛手）
- 费尔登：魔法公园
- 不来梅：不莱梅的音乐师